# Мариан Михайлов
Мариан Неделчев Михайлов е български полицай, старши комисар от МВР.

## Биография
Мариан Михайлов е роден на 11 април 1968 г. в град Сливен, Народна република България. Висшето си образование завършва във ВНВУ „Васил Левски“, Велико Търново, със специалност „Икономика, организация и планиране на вътрешната търговия“.
През 1990 г. постъпва на работа в МВР като оперативен работник по криминална линия в РПУ – Разград. От 1998 до 2003 г. е началник сектор „Криминална полиция“ в РПУ – Разград. От  5 юни 2003 г. е назначен за началник на РПУ – Разград.
Със заповед на министъра на вътрешните работи от 23 октомври 2009 г. е назначен за временно изпълняващ длъжността заместник-директор на ОДМВР – Разград. На 6 юли 2010 г. е назначен на длъжност заместник-директор ІІІ степен в ОДМВР – Разград. На 21 юни 2016 г. е назначен на длъжност заместник-директор ІІІ степен в ОДМВР – Търговище. Със заповед № 8121К-6684 от 28 май 2021 г. на министъра на вътрешните работи ст. комисар Мариан Михайлов е временно преназначен на длъжност директор на областна дирекция на МВР – Търговище. От 26 юли 2021 г. е преназначен на длъжността директор на областната дирекция.